# Phoenix Technologies
Phoenix Technologies – amerykańskie przedsiębiorstwo informatyczne zajmujące się tworzeniem i dystrybucją oprogramowania układowego dla komputerów osobistych i innych urządzeń. Firma współpracuje z producentami mikroprocesorów takimi jak Intel, AMD czy Arm. Phoenix Technologies jest znane z własnej wersji BIOS-u (Phoenix BIOS). Obecnie jest on zainstalowany na ok. 80% komputerów na świecie i corocznie jest doinstalowywany do 100 milionów komputerów. 
Spółka Phoenix została założona w Massachusetts we wrześniu 1979 roku. Obecnie jej siedziba znajduje się w Campbell w Kalifornii.